# Grallaire ceinturée
Grallaria milleri
Espèce
Statut de conservation UICN

 VU B1ab(iii,v);C2a(i) : Vulnérable
La Grallaire ceinturée (Grallaria milleri) est une espèce d'oiseaux de la famille des Grallariidae endémique de Colombie.

## Répartition et habitat
Cette espèce vit uniquement dans les Andes centrales en Colombie.
Son habitat naturel est subtropical ou des forêts tropicales humides[réf. nécessaire].

## Description
L'adulte mesure environ 16 cm.

## Liste des sous-espèces
Selon la classification de référence du Congrès ornithologique international (version 10.2, 2020) :
- sous-espèce Grallaria milleri gilesi Salaman, Donegan & Prŷs-Jones, 2009 - Nord des Andes
- sous-espèce Grallaria milleri milleri Chapman, 1912 - centre des Andes